# Pinealom
Ein Pinealom oder Pinealistumor ist ein Tumor der Zirbeldrüse.

## Verbreitung
Tumoren der Pinealisregion machen bis zu 1 % der intrakraniellen Tumoren bei Erwachsenen und 3–8 % bei Kindern aus und zählen damit zu den häufigsten kindlichen Tumoren.

## Ursache
Pinealome können sich aus verschiedenen Zellen entwickeln:
- Pineozytom und Pineoblastom aus den sekretorischen Nervenzellen Pinealozyten
- Astrozytom aus Astrozyten
- Germinom aus Keimzellen, Keimzelltumoren, die häufigste Form, auch Ektopes Pinealom genannt.[4]

## Klinische Erscheinungen
Klinische Kriterien sind:
Meist treten Pinealome erst durch erhöhten Hirndruck infolge einer Kompression angrenzender Strukturen mit den typischen Zeichen Kopfschmerz, Übelkeit und Erbrechen in Erscheinung. neurologische Ausfälle, insbesondere ein Parinaud-Syndrom, können gleichfalls auftreten.

## Diagnose
Die Diagnose erfolgt bildgebend am besten mittels Magnetresonanztomographie.

## Differentialdiagnose
Differentialdiagnostisch sind ein Ependymom, ein Pilozytisches Astrozytom, Papillom, Teratome und Fehlbildungen der inneren Hirnvenen abzugrenzen.

## Behandlung
Zu den Behandlungsmethoden zählt unter anderem die operative Entfernung, die erstmals von Fedor Krause erfolgreich durchgeführt wurde.